# Trifluormethylsulfonyl

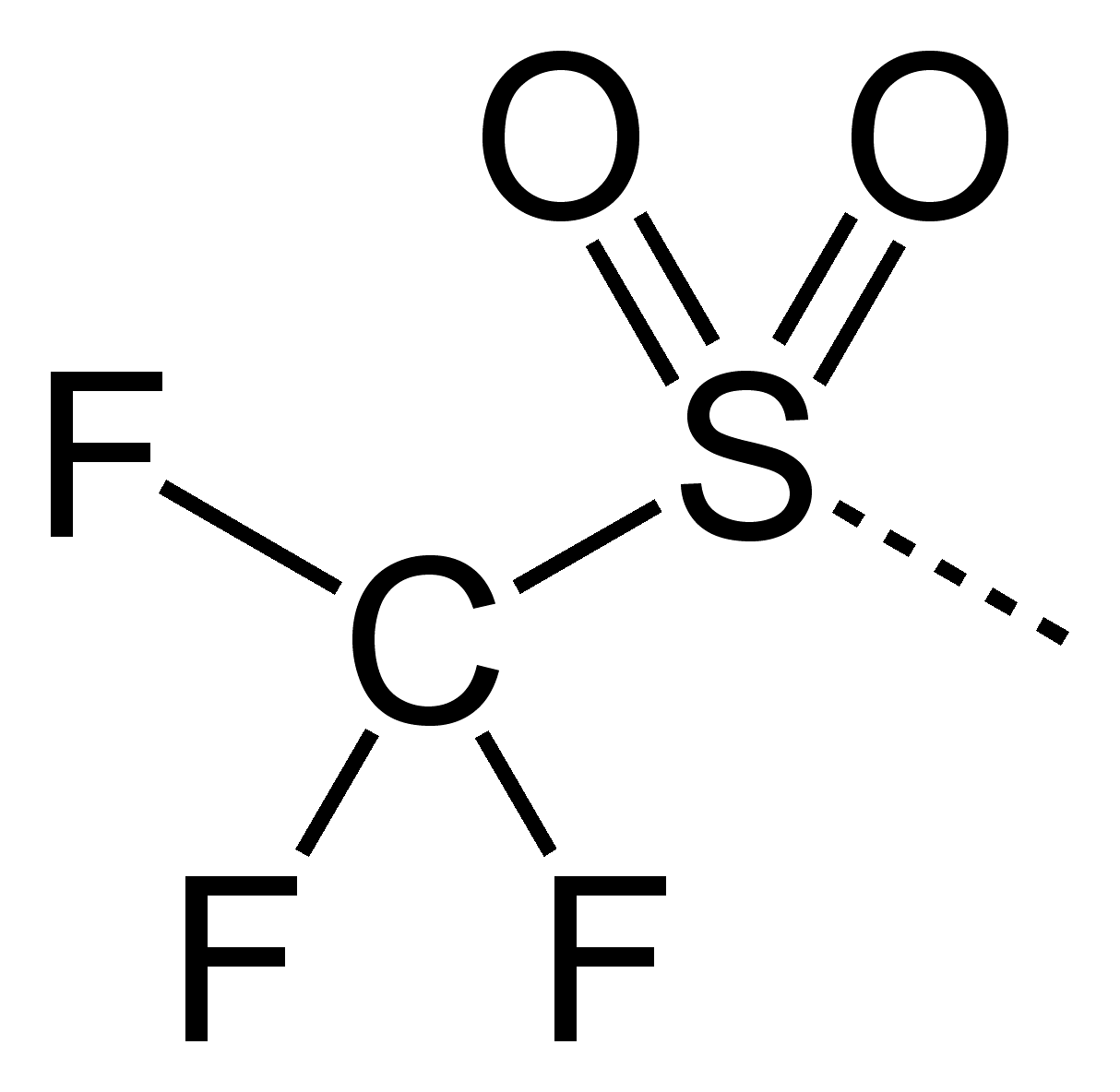
triflyl skupina

Trifluormethylsulfonyl či trifluormethansulfonyl, zkráceně triflyl, je funkční skupina se vzorcem F3CSO2–; ve vzorcích sloučenin se často zapisuje –Tf.
Podobná triflátová (trifluoromethansulfonátová) skupina má vzorec F3CSO2O– a značí se také jako –OTf.